# Козарка (річка)
Козарка — річка в Україні, у Романівському районі Житомирської області. Права притока Случі (басейн Дніпра).

## Опис
Довжина річки 13 км., похил річки — 2,6 м/км. Формується з багатьох безіменних струмків та водойм. Площа басейну 49,9 км².

## Розташування
Бере початок на північному сході від Булдичіва. Тече переважно на північний захід через Пилипо-Кошару і у Вільсі впадає у річку Случ, праву приток Горині.
Населені пункти вздовж берегової смуги: Олександрівка, Мала Козара.

## Притоки
- Луковець (права).